# Charles Wesley
Charles Wesley (Epworth, 18 dicembre 1707 – 29 marzo 1788) è stato un presbitero inglese, fondatore del movimento metodista.

## Biografia
Charles Welsey era figlio di Susannah Annesley e di Samuel Wesley. Così come suo fratello John, Charles Wesley nacque nel Lincolnshire in Inghilterra, dove il loro padre era rettore. Venne educato alla Westminster School ed al college Christ Church, dove aveva studiato anche suo fratello, e costituì l'Oxford Methodist group fra i suoi compagni di scuola nel 1727. Suo fratello John vi si unì nel 1729 divenendo presto il leader del gruppo. George Whitefield aderì al gruppo qualche tempo dopo. Dopo aver conseguito la laurea in letteratura e lingue classiche, Charles seguì il padre ed il fratello maggiore entrando nella chiesa nel 1735, e si recò con John nella colonia della Georgia in Nord America inserendosi sotto l'egida del governatore James Edward Oglethorpe, e ritornò poi in Inghilterra un anno dopo.
Charles lavorò ed abitò nell'area vicina a St Marylebone Parish Church. Alla sua morte, la sua salma venne portata in chiesa da otto sacerdoti della Chiesa anglicana e venne posta una lapide, in sua memoria, nel giardino vicino a Marylebone High Street, accanto al luogo della sua sepoltura.

## Matrimonio e figli
Nel 1749, sposò la più giovane Sarah Gwynne, figlia di Marmaduke Gwynne, un facoltoso magistrato gallese che era stato convertito al Metodismo da Howell Harris. Ella accompagnò i fratelli nei loro viaggi di evangelizzazione attraverso la Gran Bretagna, fino a che Charles smise di viaggiare nel 1765. Si trasferirono allora in Great Chesterfield Street (ora Wheatley Street) a Marylebone, dove rimasero fino alla morte di Charles.
Charles e Sarah ebbero otto figli. Di essi, soltanto tre sopravvissero all'età infantile: 
- Charles (1757-1834), compositore musicale: alcune sue opere sono giunte fino ai nostri giorni e vengono tuttora eseguite;
- Samuel (1766 – 1837), organista e compositore;[2]
- Sarah.

## Inni
Nel corso della sua carriera Charles Wesley pubblicò oltre 5.500 inni, scrivendo inoltre i testi per ulteriori 2.000, molti dei quali popolari ancora oggi. Fra questi si ricordano:
- And Can It Be That I Should Gain?
- Christ the Lord Is Risen Today
- Christ, Whose Glory Fills the Skies
- Come, O Thou Traveler unknown
- Come, Thou Long-Expected Jesus
- Hail the Day that Sees Him Rise
- Hark! The Herald Angels Sing
- Jesus, Lover of My Soul
- Jesus, The Name High Over All
- Lo! He Comes with Clouds Descending
- Love Divine, All Loves Excelling
- O for a Thousand Tongues to Sing
- Rejoice, the Lord is King
- Soldiers of Christ, Arise
- Ye Servants of God

150 suoi inni sono contenuti nel Methodist hymn book Hymns and Psalms assieme a tanti altri.
Molti dei suoi inni sono stati tradotti in altre lingue e costituiscono la base del libro degli inni Metodista, come quello svedese Metodist-Episkopal-Kyrkans Psalmbok, edito a Stoccolma nel 1892.

## Eredità
Charles Wesley è commemorato nel calendario dei santi della Chiesa evangelica luterana in America il 2 marzo assieme al fratello John.

### Trecentenario
Il 24 maggio 2007 vi è stata la celebrazione del terzo centenario della nascita di Charles Wesley, con diverse manifestazioni in tutta la Gran Bretagna. È stata scelta la data del 24 maggio, nota a tutti i Metodisti come Wesley Day, anche se Charles Wesley non nacque che nel dicembre 1707. La data di maggio commemora il risveglio spirituale di Charles e di John Wesley nel 1738. In particolare, nel villaggio di Epworth, nord Lincolnshire, nella Wesley Memorial Methodist Church, si tenne una festa con una fantastica esposizione floreale, nei giorni 26, 27 e 28 maggio. Vennero realizzati addobbi floreali di grande effetto ed eseguiti alcuni degli inni di Charles Wesley, da O for a Thousand Tongues to Sing a And Can It Be e O For a Trumpet Voice, che diede il nome al festival floreale.
Nel novembre 2007, le poste irlandesi emisero un francobollo da 78c per commemorare il 300º anniversario della sua nascita.